# Landnummer in de telefonie
Het landnummer is dat deel van het telefoonnummer dat verwijst naar een specifiek land of gebied. Bij het bellen naar een gebied met een ander landnummer wordt in het gekozen nummer het landnummer voorafgegaan door de internationale toegangscode.
Naast de landnummers die naar landen wijzen, zijn er ook speciale landnummers: Inmarsat, satelliettelefoon, internationale gratis nummers.
De wereld is opgedeeld in de volgende regio's: 1: Noord-Amerika, 2: Afrika, 3 & 4: Europa, 5: Zuid-Amerika, 6: Australië en Antarctica, 7: Oost-Europa en Rusland, 8: Zuid-Azië, 9: Midden-Oosten.
Alle landen behalve Canada en Kazachstan zijn vervolgens voorzien van een eigen landnummer. Nederland heeft bijvoorbeeld 31 en België heeft 32 als landnummer. Canada gebruikt het landnummer van de Verenigde Staten, Kazachstan dat van Rusland.
Over het algemeen kan een landnummer niet een deel zijn van een ander landnummer, dus bijvoorbeeld omdat er een landnummer 7 is, voor Rusland en Kazachstan, kan het landnummer 71 niet meer worden toegekend. Evenwel, er zijn veel landnummers die beginnen met 1, het landnummer van Canada en de Verenigde Staten, bijvoorbeeld: Bermuda is 1441. Deze nummers zijn te zien als een combinatie van landnummer 1 met netnummer 441.
Landnummers worden soms gewijzigd. Toen landnummer 37 van Oost-Duitsland vrijkwam na de vereniging met West-Duitsland, werden de nummers 370–379 toegekend aan diverse landen die nog geen eigen landnummer hadden, zoals Andorra (376) en diverse landen die uit de Sovjet-Unie voortkwamen.

## Gebieden zonder zelfstandig landnummer
Deze lijst bevat alleen permanent bewoonde gebieden.
- Westelijke Sahara, door Marokko bestuurde gebieden gebruiken 212
- Somaliland, de facto onafhankelijk, gebruikt 252
- Antarctica, nummer hangt af van het land waartoe de betreffende basis behoort
- Pitcairneilanden, geen verbindingen met het internationale netwerk, alleen satelliettelefoon is bruikbaar. Nummer 649, behorend bij Nieuw-Zeeland (64), is gereserveerd.
- Kerguelen, geen permanente lokale centrales
- Volksrepubliek Donetsk, de facto onafhankelijk onder Russisch gezag, gebruikt 380
- Volksrepubliek Luhansk, de facto onafhankelijk onder Russisch gezag, gebruikt 380

## Geen landnummer
Voor sommige internationale verbindingen, meestal tussen buurlanden, werd (en wordt) soms een korter nummer gebruikt. Soms resulteert dat in een lager tarief, soms is het om politieke redenen omdat het buurland niet als onafhankelijk wordt erkend. Enkele voorbeelden, maar thans niet meer van toepassing:
- van België naar Nederland en Frankrijk, in het grensgebied: 951 in plaats van 0031 en 0033
- van Londen naar Dublin: 0001
- van Ierland naar Noord-Ierland: gekozen als binnenlands gesprek